# Gare de Ceilhes - Roqueredonde
Gare de Ceilhes - Roqueredonde vasútállomás Franciaországban, Roqueredonde településen.

## Vasútvonalak
Az állomást az alábbi vasútvonalak érintik:
- Béziers-Neussargues-vasútvonal

## Kapcsolódó állomások
A vasútállomáshoz az alábbi állomások vannak a legközelebb:
- Gare du Bousquet-d'Orb
- Gare de Montpaon
- Gare de Tournemire - Roquefort
- Gare des Cabrils